# 內田吐夢
內田吐夢（1898年4月26日—1970年8月7日），本名内田常次郎，日本知名導演之一，對於日本電影創作的成長有不少影響，日本人更因推崇他而給他「巨匠」這個美名，1960年代著名作品『宮本武藏』5集榮獲電影旬報百大經典電影第55名，而『飢餓海峡』則榮獲第3名。

## 生平
- 1898年4月26日出生於岡山市的和菓子製造業家庭，排行老三。
- 1922年與衣笠貞之助共同導演『噫小西巡査』。
- 1926年加入日活京都大將軍攝影所。
- 1927年獨立正式成為導演。
- 1932年脫離日活，與村田實、伊藤大輔、田坂具隆創立「新電影社」（新映画社），不久就解散了。
- 1941年計畫設立獨立製片工作室，失敗後進入满洲映画协会。
- 1945年因在中國進行了共產主義革命而被迫停頓在內地，於1954年回到日本，加入東映。
- 1955年「血槍富士」上映，1957-1959年「大菩薩峠」三部曲上映，1961-1965年「宮本武藏」五部曲上映。
- 1965年「飢餓海峽」上映，但因為與電影公司的理念不合，退出東映。
- 在獲取由伊藤大輔編劇的劇本《真劍勝負》時突然昏迷，緊急送醫，不久出院再次進行拍攝工作。

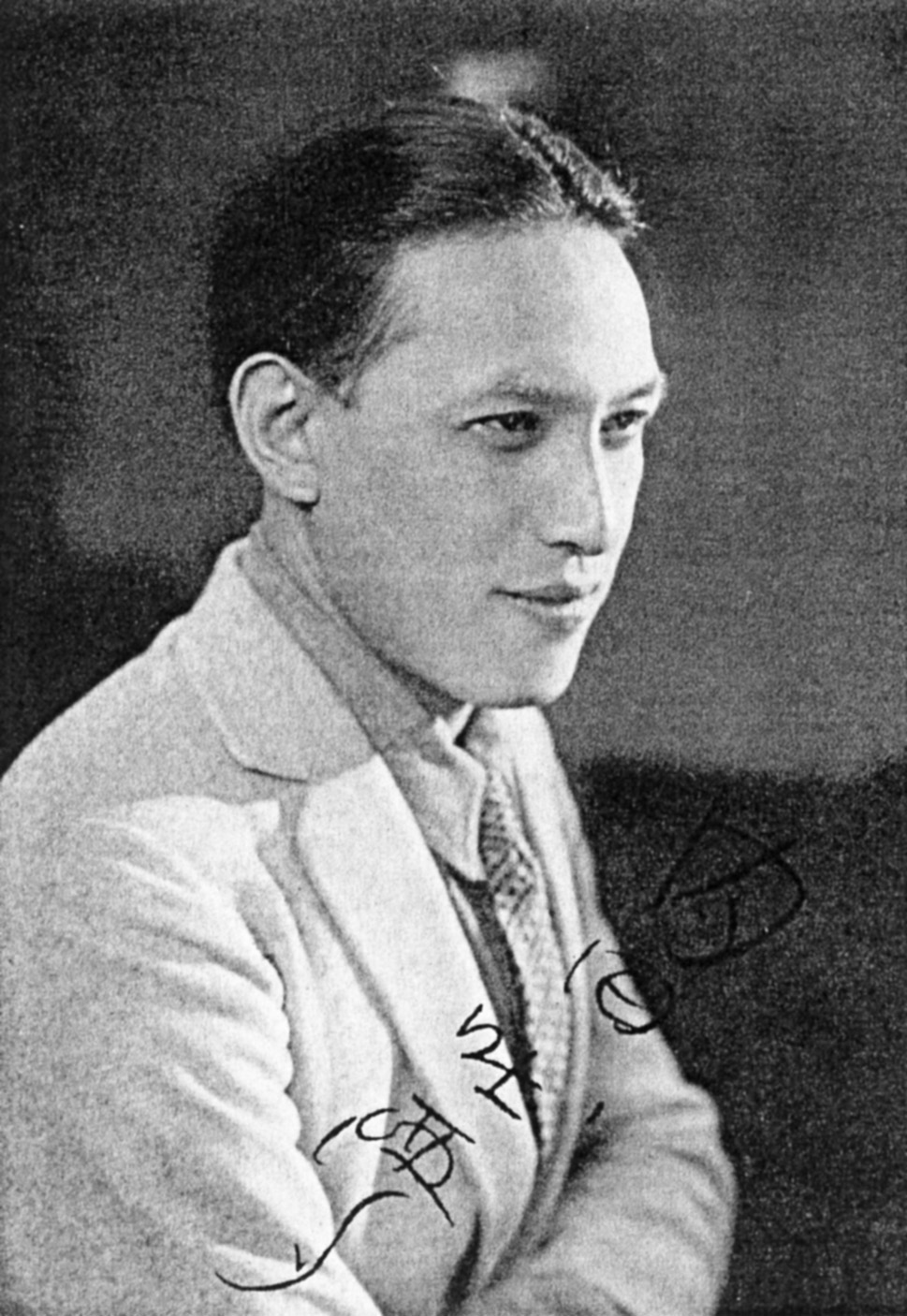
1929年的內田吐夢像

- 1970年8月7日因癌症病逝。

## 電影作品（部分）
- 《血槍富士（日语：血槍富士）》（1955年）
- 《黃昏的酒場（日语：たそがれ酒場）》（1955年）
- 《黑田騷動（日语：黒田騒動 (1956年の映画)）》（1956年）
- 《大菩薩嶺系列（日语：大菩薩峠 (小説)）》：
  - 《大菩薩嶺（日语：大菩薩峠 (小説)）》（1957年）
  - 《大菩薩嶺 第二部（日语：大菩薩峠 (小説)）》（1958年）
  - 《大菩薩峠 完結篇（日语：大菩薩峠 (小説)）》（1959年）
- 《森林與湖的祭祀（日语：森と湖のまつり）》（1958年）
- 《浪花的戀愛物語（日语：浪花の恋の物語）》（1959年）
- 《酒、女人和長矛（日语：酒と女と槍）》（1960年）
- 《宮本武藏系列（日语：宮本武蔵シリーズ (内田吐夢監督作品)）》：
  - 《宮本武藏》（1961年）
  - 《宮本武藏 般若坂之決鬥》（1962年）
  - 《宮本武藏 二刀流開眼》（1963年）
  - 《宮本武藏 一乘寺之決鬥》（1964年）
  - 《宮本武藏 巖流島之決鬥》（1965年）
- 《瘋狂的狐狸（日语：恋や恋なすな恋）》（1962年）
- 《飢餓海峡（日语：飢餓海峡）》（1965年）
- 《人生劇場：飛車角與吉良常（日语：人生劇場 飛車角と吉良常）》（1968年）
- 《真劍勝負（日语：真剣勝負 (1971年の映画)）》（1971年）

## 外部連結
- 内田吐夢 （页面存档备份，存于）（日語）
- 内田吐夢 （页面存档备份，存于）（日語）